# باز-عقاب کوهستان
باز-عقاب کوهستان (نام علمی: Nisaetus nipalensis) نام یک گونه از تیره بازان است.

## نگارخانه

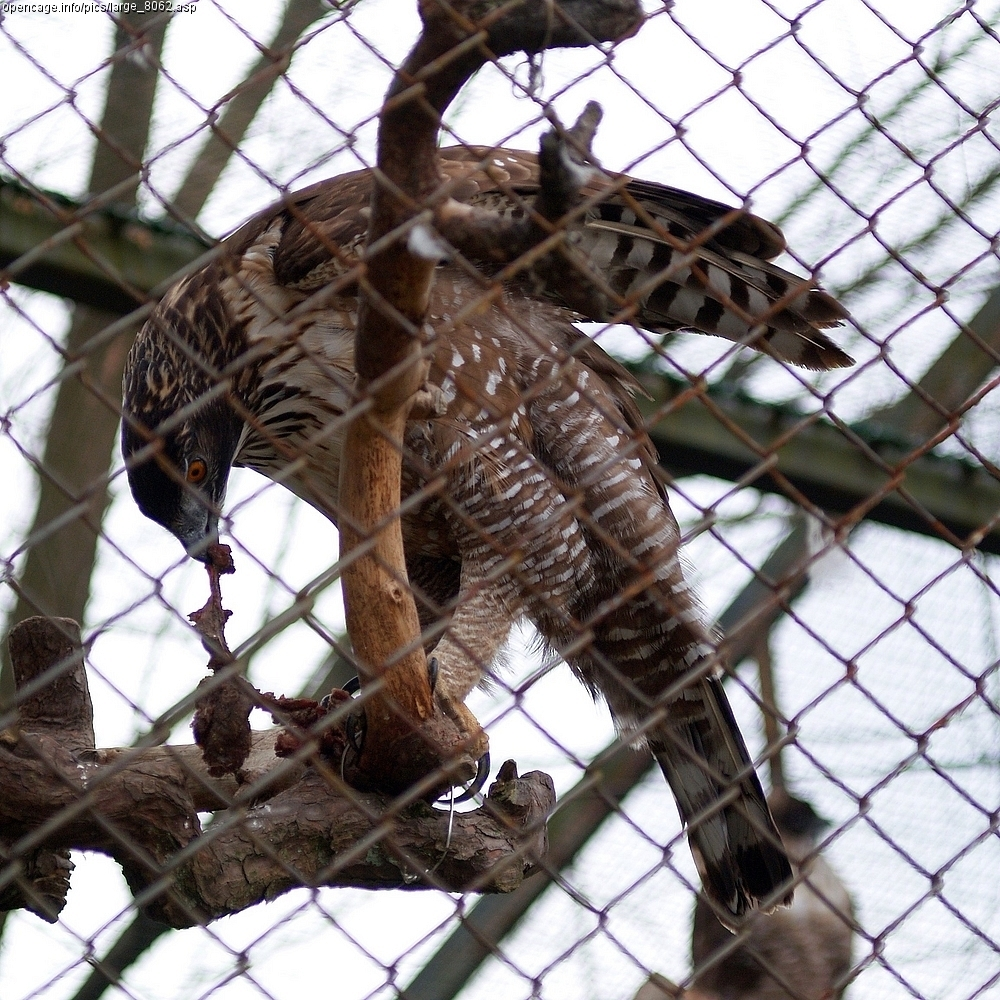